# Žarnov (sommet)
Pour les articles homonymes, voir Žarnov.
Le Žarnov (prononciation slovaque : [ˈʒarnɔu̯]), culminant à 840 m, est un sommet  des monts Vtáčnik dans les Carpates occidentales de Slovaquie. Il est situé dans la réserve naturelle du Buchlov.
Le sommet est accessible par un sentier de randonnée balisé depuis Oslany.

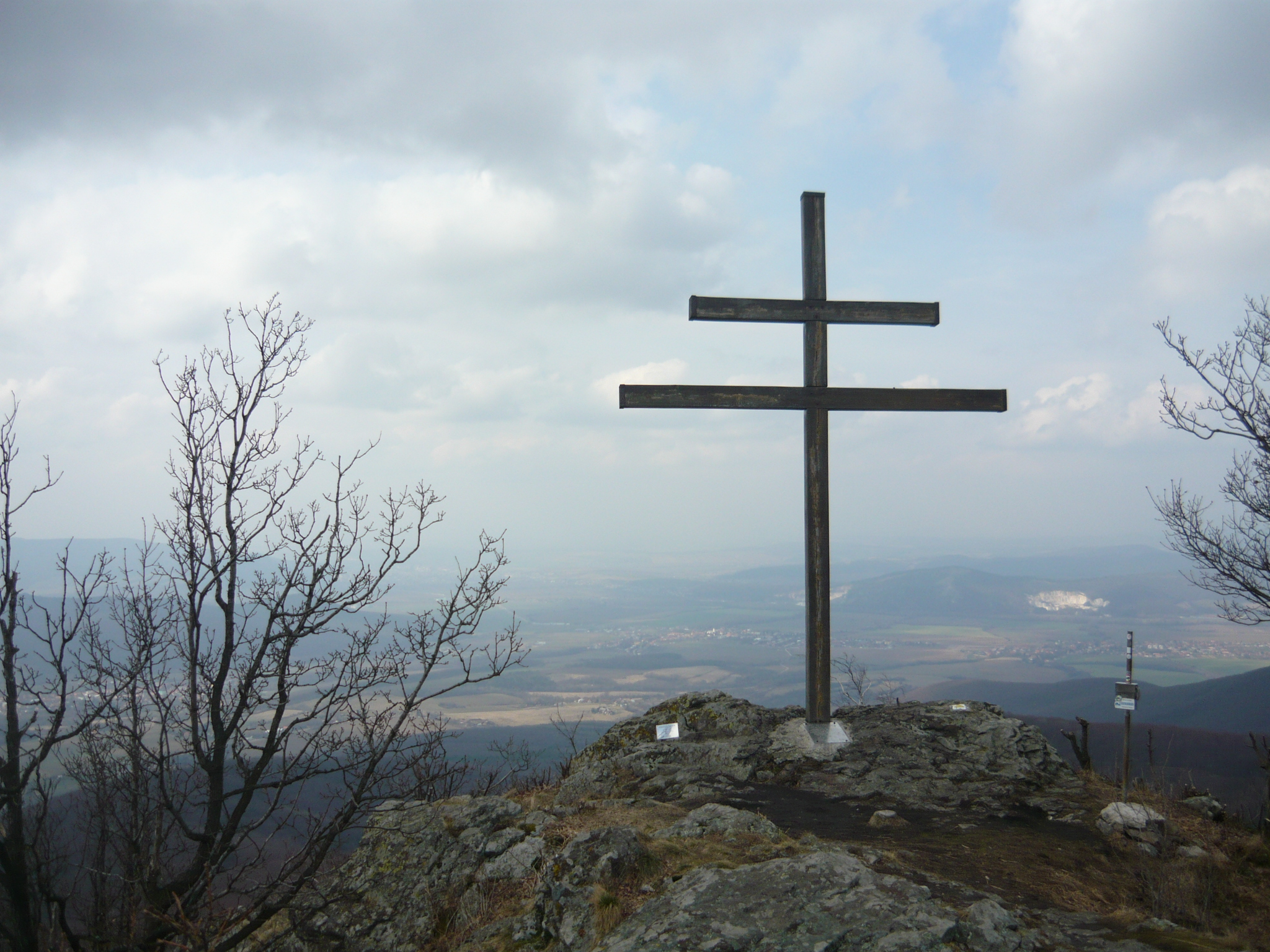
Croix sommitale au sommet du Žarnov.